# РИ-фест
РИ-фест — традиционный красноярский фестиваль ролевых игр. Проводится с 2005 года наряду с другими фестивалями и конвентами по ролевым играм. Является объединяющей площадкой для ролевиков Красноярского края и соседних регионов в преддверии Сибкона.
Проводится в последние выходные января. Собирает от 300 до 500 участников и гостей, являясь самым масштабным событием, связанным с ролевым движением Красноярска и знаковым мероприятием в молодёжной политике города.
Бессменные организаторы фестиваля ролевых игр — Елена Карева и клуб «Талисман».
РИ-фест включает в себя как интерактивные площадки для всех желающих, так и разнообразные мероприятия, относящиеся к тематике ролевых игр. Широко освещается в средствах массовой информации г. Красноярска.
РИ-фест проводится силами ролевиков г. Красноярска. Участниками и организаторами РИ-феста в разные годы были танцевальные и фехтовальные студии, творческие коллективы, ансамбли, клубы ролевого моделирования и исторической реконструкции: «Камелот», «Последний шиллинг», «Грифон», «Кром», «Винтерфелл», «Аквинор», «Астрей», «Феномен», «Авалон», «Северная башня»
«Прикосновение», «Клио», «Крылья», «Туруханские чайки», «Новые имена», «Роса», «Аркенстон», «Скиф», «Грозовые врата», «Движение», FACtory и др.

## Постоянные мероприятия
- Турниры на различных видах игрового оружия (мечи, шпаги, алебарды, ножи и пр.)
- Площадка настольных игр
- Танцевальная вечеринка (бал)
- Ярмарка ремесел
- Поэтический турнир
- РИ-арт (конкурс музыкальных и фехтовальных постановок)
- Выставка миниатюр «Warhammer 40000»
- Лучный турнир
- Семинары по вопросам РИ и РД
- Презентация игр будущего сезона.

## Разовые мероприятия РИ-феста
- Лангодром (серия павильонных игр)
- Фестиваль файр-шоу
- Соревнования по страйкболу
- Military-зона (выставка хардбольного и страйкбольного оружия)
- Дефиле исторических костюмов «Эхо времен»
- Открытое первенство Красноярска по ножевому бою
- Музыкальная площадка «Тебестрель»
- Концерты групп «Эра Водолея», «Терембор», «Свод», «Последний шиллинг»
- Артфех-баттл (соревнования по артистическому фехтованию)
- Штурм снежной крепости
- «Мастерское многоборье» (викторина по ролевым играм)
- Кинофестиваль

## Место проведения РИ-фестов
- 2005 — красноярский Дворец молодёжи
- 2006 — Лицей № 33
- 2007 — красноярский Дворец молодёжи
- 2008 — красноярский Дворец молодёжи
- 2009 — Дворец культуры им. 1 мая
- 2010 — Дворец культуры им. 1 мая
- 2011 — Дворец культуры им. 1 мая
- 2012 — Правобережный городской дворец культуры
- 2013 — Правобережный городской дворец культуры
- 2014 — Молодёжный творческий бизнес-центр «Пилот»

## Факты и события
- В 2007-м РИ-фест стал открытым фестивалем [10].
- С 2009 года РИ-фест проходит при поддержке красноярского КМЦ (Молодёжный центр Кировского района). [11].
- В том же году РИ-фест стал отправной точкой для проведения площадки «Бал-маскарад „Назад в будущее“» на праздновании Дня города [12].
- В 2010-м РИ-фест включил в себя помимо турнирных блоков артистические и имиджевые[13].
- В 2010 на РИ-фесте впервые прошел турнир «Спортивный меч».
- В 2012-м Ярмарка ремесел прошла в игровом формате[14].
- В 2014 на РИ-фесте впервые состоялся «Штурм снежной крепости»[15].